# Acanthoscyphus
Acanthoscyphus монотипски је биљни род са врстом Acanthoscyphus parishii, која расте као калифорнијски ендем на сувим и стеновитим планинским тлима на горју Транверсе и оближњим падинама калифорнијског приморког горја. 
Припада породици Polygonaceae, једногодишња је биљка која нарасте максимално 60 cm. Постоје 3 или 4 подврсте.
1. Acanthoscyphus parishii var. abramsii (E. A. McGregor) Reveal
2. Acanthoscyphus parishii var. cienegensis (Ertter) Reveal
3. Acanthoscyphus parishii var. goodmaniana (Ertter) Reveal
4. Acanthoscyphus parishii var. parishii

## Синоними
- Eriogonum abramsii subsp. acanthoscyphus S.Stokes
- Oxytheca parishii Parry